# Trillium stamineum
Espèce
Classification APG II (2003)
Trillium stamineum est une plante herbacée, vivace et rhizomateuse de la famille des Liliaceae (classification classique) ou des Melanthiaceae (classification APG II, 2003).

## Description
Cette plante originaire du sud-est des États-Unis fleurit au printemps dans les forêts alluviales et le long des rivières en sol calcaire. Les pétales lancéolés, contournés et étalés – caractéristique de cette espèce – de 1,5 à 4 cm à odeur de charogne sont marron ou pourpres. Les étamines pourpres sont apparentes. Les feuilles ovales-lancéolées ont des taches argentées peu marquées dans leur jeunesse. Le fruit est une baie pourpre.

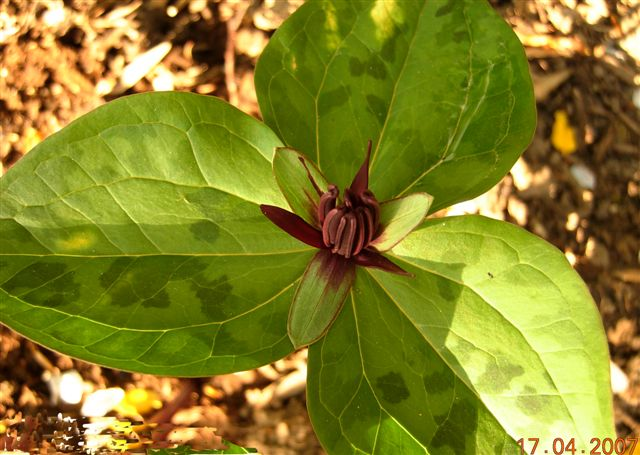
Fleur de Trillium stamineum

## Aire de répartition
Une bande allant du Tennessee à l’ouest de l’Alabama et à l’est du Mississippi.

## Divers
En anglais son nom est Twisted Trillium. La forme luteum J.D. Freeman est à fleur jaune.

## Sources
- Frederick W. Case, Jr. & Roberta B. Case, Trilliums, Timber Press, 1997  (ISBN 0-88192-374-5)